# Börzow
Börzow – dzielnica gminy Stepenitztal w Niemczech, w kraju związkowym Meklemburgia-Pomorze Przednie, w powiecie Nordwestmecklenburg, w Związku Gmin Grevesmühlen-Land. Do 24 maja 2014 samodzielna gmina.